# Peter Shumlin
assinatura
Peter Elliott Shumlin (24 de março de 1956), é um político estadunidense de Vermont. Membro do Partido Democrata, ele serviu como o 81º governador de Vermont de 2011 a 2017.
Ele foi eleito pela primeira vez para o cargo em 2010 e foi reeleito para um segundo mandato em 2012. Em 2014, ele recebeu uma pluralidade estreita em sua corrida pela reeleição, mas não atingiu o limite de 50% exigido pela Constituição de Vermont. Nesses casos, a Assembleia Geral de Vermont elege o vencedor. A legislatura quase sempre seleciona o candidato que recebeu uma pluralidade; isso se manteve verdadeiro, e a Assembleia Geral reelegeu Shumlin para um terceiro mandato por uma votação de 110–69 em janeiro de 2015. Em junho de 2015, Shumlin anunciou que não buscaria a reeleição em 2016.
Ele assinou leis sobre suicídio assistido por médico, bem como o primeiro requisito de rotulagem de alimentos geneticamente modificados dos Estados Unidos durante seu mandato como governador. Ele foi presidente da Associação de Governadores Democratas durante seus dois primeiros mandatos.
Ele foi membro da Câmara dos Representantes de Vermont de 1991 a 1993 e representou o Distrito de Windham no Senado de Vermont de 1993 a 2003 e novamente de 2007 a 2011. Ele foi o candidato democrata malsucedido para vice-governador de Vermont em 2002.